# 企業会計基準委員会
企業会計基準委員会（きぎょうかいけいきじゅんいいんかい；英名 Accounting Standards Board of Japan, ASBJ）は、財務会計基準機構の内部組織である日本の会計基準設定主体。

## 設定の経緯
従来、わが国の企業会計基準は金融庁長官の諮問機関である企業会計審議会が作ってきた。しかし、2001年に国際会計基準委員会（IASC）が国際会計基準委員会財団（IASCF）と国際会計基準審議会（IASB）に改組された際に、加盟国の基準設定主体は民間団体でなければならないとされた。。

そこで、財務会計基準機構が新設され、併せて会計基準設定主体が民間の企業会計基準委員会に移された。同委員会は、IASBの活動に参加し、各国の会計基準設定主体と連携しながら、国際的な会計基準の整備等を進めている。

## 公表内容
企業会計基準委員会は、基本原則としての「企業会計基準」、詳細ルールとしての「企業会計基準適用指針」、企業会計基準がカバーしていない領域の当面の取扱い等を示すための「実務対応報告」という３つを通じて意見を公表している。

## 委員一覧
（2023年4月1日現在）

企業会計基準委員会の委員は企業会計基準委員会のホームページで公開されている。
| 役職     | 氏名              | 備考 |
| -------- | ----------------- | --- |
| 委員長   | 川西 安喜（常勤） | サステナビリティ基準委員会 委員長                                                                           |
| 副委員長 | 紙谷 孝雄（常勤） | |
| 委員     | 中條 恵美（常勤） | サステナビリティ基準委員会 委員（常勤）                                                                     |
| 委員     | 山口 奈美（常勤） | |
| 委員     | 穴田 祐史         | 日本生命保険相互会社 国際計理室 国際計理室長 兼 調査部担当部長 兼 主計部担当部長                            |
| 委員     | 岡橋 準           | 株式会社三井住友銀行財務企画部長                                                                            |
| 委員     | 熊谷 五郎         | 公益社団法人日本証券アナリスト協会 企業会計部長 みずほ証券株式会社 グローバル戦略部 産官学連携室 上級研究員 |
| 委員     | 栗原 雅男         | 三井物産株式会社 執行役員経理部長                                                                           |
| 委員     | 小出 篤           | 早稲田大学法学学術院法学部教授                                                                              |
| 委員     | 佐藤 要造         | 旭化成株式会社 上席理事 経理・財務部 プリンシパルエキスパート                                               |
| 委員     | 鈴木 一水         | 神戸大学 社会システムイノベーションセンター長                                                               |
| 委員     | 丹 昌敏           | 住友化学株式会社 経理部 シニアフェロー                                                                      |
| 委員     | 松下 晃平         | 野村證券株式会社 企業情報部 次長                                                                            |
| 委員     | 吉岡 亨           | PwCあらた有限責任監査法人 パートナー                                                                        |

## 註解
1. ↑  セーフティジャパン インタビュー - 日本企業はなぜ国際会計基準への対応で苦労するのか
2. ↑  日本公認会計士協会会長証明　「企業会計基準委員会の会計基準適用指針及び実務対応報告について」平成14年4月16日
3. ↑  企業会計基準委員会（ASBJ）・専門委員会 企業会計基準委員会 2023年9月8日閲覧。